# Tanglewilde-Thompson Place
Tanglewilde-Thompson Place je obec v okrese Thurston v americkém státě Washington. Jedná se o předměstí města Lacey, v roce 2010 zde žilo 5 892 obyvatel. Obec obsluhuje střední škola River Ridge High School. 61 % obyvatelstva obce tvoří běloši, 8 % Asiaté a 6 % Afroameričané. 15 % obyvatelstva bylo hispánského původu.